# Universidad de Ratisbona

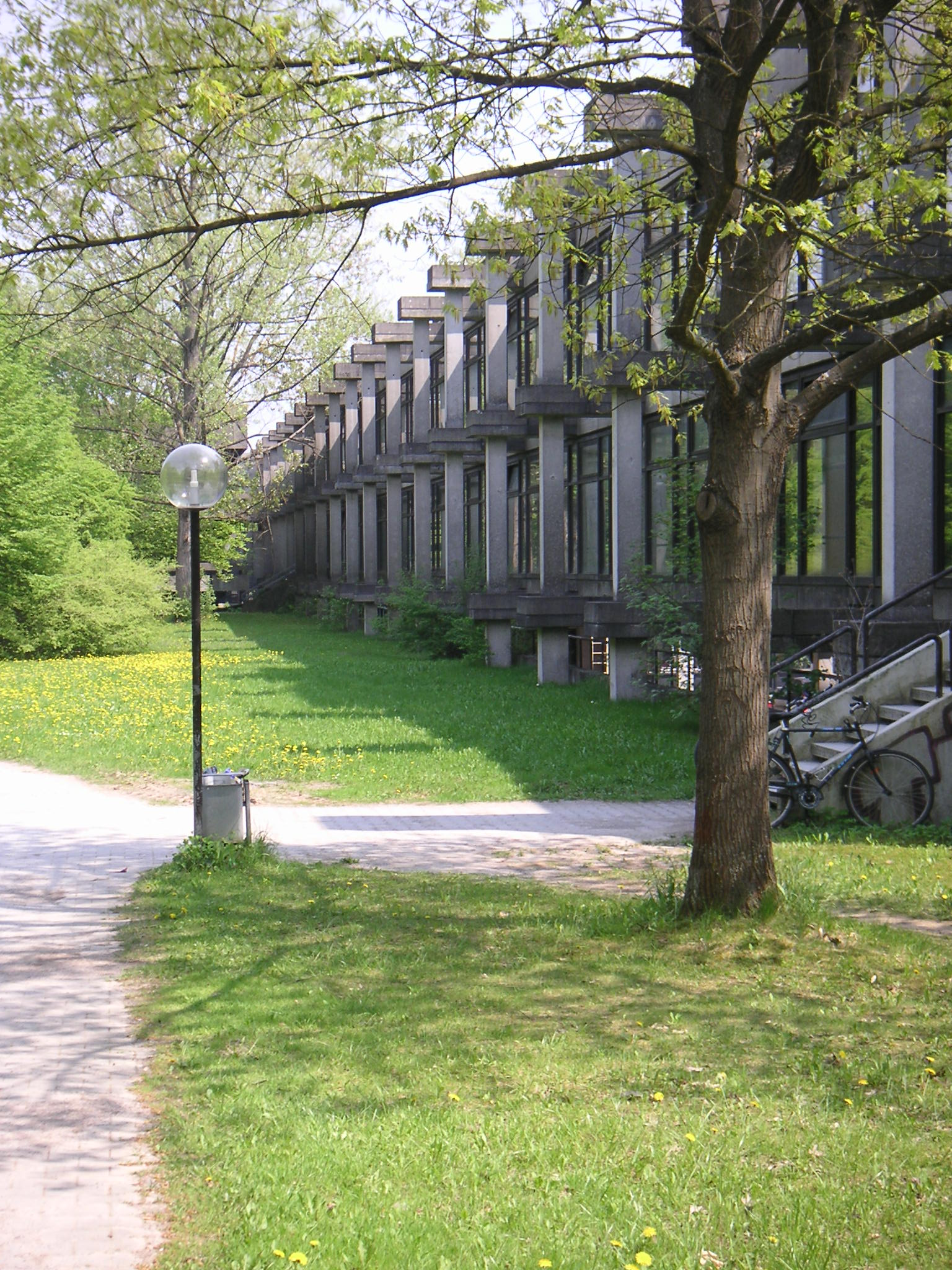
Facultad de Física en la Universidad de Ratisbona.

La Universidad de Ratisbona (en alemán Universität Regensburg) es un centro educativo superior de la ciudad de Ratisbona (Baviera, Alemania).

## Historia
La Universidad de Ratisbona fue fundada el 18 de julio de 1962 por el Parlamento de Baviera.
La cuarta universidad de Baviera vio sus primeras lecciones durante el semestre del invierno 1967-1968 inicialmente con la Facultad de Leyes y Ciencias del Comercio, después la Faucultad de Filosofía y durante el semestre de verano de 1968 la Escuela de Teología.
La universidad fue el sueño cumplido de una larga aspiración de la ciudad de Ratisbona, un plan mantenido desde que Alberto IV, Duque de Baviera y el Consejo de la Ciudad hubieron hecho la solicitud al Papa en 1487. En aquella lejana época, el proyecto falló por razones económicas y durante siglos no se hizo realidad.
Uno de los más célebres profesores de la universidad es el teólogo Joseph Ratzinger, que impartió clases desde 1969 hasta que fue elegido cardenal y arzobispo de Múnich en 1977, antes de que fuese posteriormente elegido papa y conocido como Benedicto XVI; formalmente, aún hoy mantiene su cátedra. Desde su elección como papa en 2005, la universidad ha empezado a ser llamada entre los estudiantes la "Universidad Benedictina de Ratisbona"

## Funcionamiento
Unida en un único campus, la universidad está localizada en las afueras de Ratisbona de la ciudad interior y en una ligera inclinación hacia el sur del río Danubio. El ambiente del campus y las distancias cerradas motivan a un constante estudio el cual está soportado por una biblioteca de 3.15 millones de volúmenes puestos a disposición en un departamento central. La universidad cuenta además con centros de programación y ordenadores, además de que está preparada para atender y facilitar el acceso de personas discapacitadas.
Incluido el personal del hospital universitario, tiene cerca de 4.200 empleados que incluye profesores los cuales atienden 16 mil estudiantes en promedio. Un atractivo de la universidad es que se encuentra en el viejo distrito de Ratisbona con su historia de dos mil años, su paisaje de campiña con el valle del Danubio, una vida no muy costosa en general, innumerables bares y la cercanía de la Selva de Baviera.

## Facultades
La Universidad de Ratisbona tiene en la actualidad doce facultades:
- Escuela de Teología Católica.
- Escuela de Leyes.
- Facultad de Comercio, Economía e Información.
- Escuela de Medicina.
- Humanidades I: Filosofía, Deportes y Artes.
- Humanidades II: Psicología y Pedagogía.
- Humanidades III: Sociedad, Historia y Geografía.
- Humanidades IV: Idiomas y Literatura.
- Ciencias Naturales I: Matemáticas.
- Ciencias Naturales II: Física.
- Ciencias Naturales III: Biología y Medicina preclínica.
- Ciencias Naturales IV: Química y Farmacéutica.

## Cursos de grado
La Universidad en sus doce facultades ofrece una amplia variedad de programas tradicionales de estudio que conducen al Master (M. A.), Diploma o Doctorado. Existen también una amplia gama de módulos interdisciplinarios en humanidades en los cuales cada estudiante puede obtener el bachillerato or postgrado. El grado internacional de estudios germánico-franceses y de estudios Oriente-Occidente son dos de los ejemplos.
Interdisciplinariedad, competitividad, orientación y un programa de estudios flexibles son las características de los nuevos programas de grado. Preparan estudiantes para las muchas opciones profesionales modernas. Para estudios internaciones de derecho, la Universidad diseñó un curso de Leyes alemanas. Todos los estudiantes, sea cual sea su carrera, tienen como opción una gama de programas que complementan su campo de estudio. Entre ellos se encuentran áreas como procesador de datos, cursos de idiomas en general, cursos de idiomas en temas especializados (comercio, derecho y otros), cursos en presentación oral y comunicación y un programa de comunicación intercultural.

## Investigación
La Universidad de Ratisbona ha desarrollado un campo amplio de la investigación. Campos claves en ese sentido incluyen las ciencias naturales como la física, biología, química, farmacéutica y medicina. La Universidad Clínica y la Escuela de Medicina son las más nuevas instituciones en ese campo en Alemania. La "Fundación Alemana de Investigación" (Deutsche Forschungsgemeinschaft (DFG)) actualmente patrocina dos centros de investigación, cuatro unidades de investigación y cinco escuelas interdisciplinarias. La Universidad participa en 30 conocidos proyectos de la Unión Europea. A través de investigaciones interdisciplinarias en áreas como Estudios Medievales, desarrollo regional, innovación administrativa y empresarial, la Universidad muestra su dedicación a poner sus conocimientos y experiencias para el servicio de la ciudad y la región. Al ampliar el centro de biotecnología (BioParque), la sinergia entre ciencia e industria están idealmente aprovechadas.
Debido a su posición geográfica, la Universidad se ha considerado siempre un puente entre el este y el oeste. Con el EUROPAEUM se ha establecido un centro interdisciplinario para la investigación y la enseñanza pertinente a todos los aspectos de los países de la Europa central, oriental y meridional. La Universidad será también la sede del Centro de Investigación para la Europa Oriental de Baviera que trabajará en estrecha colaboración con otras instituciones extra-universitarias.

## Convenios interuniversitarios
La Universidad tiene convenios con 130 universidades europeas. Los estudiantes pueden participar en diversos programas en otros países que en su orden son Gran Bretaña, Francia, Italia y España. Universidades en Kanazawa, Japón y Corea del Sur ofrecen oportunidades para que estudiantes de la Universidad de Ratisbona adelanten estudios en idiomas, especialmente en inglés. En América Latina dos universidades tienen convenios de intercambio: la Universidad de los Andes (Mérida - Venezuela) y la Universidad de Guanajuato (México). Otras son:
- Universidad Charles, Praga,   Página web oficial
- Universidad de Masaryk  Página web oficial
- Universidad de Colorado  Página web oficial
- Universidad de Ljubljana  Página web oficial
- Universidad de Łódź, Polonia   Página web oficial
- Universidad Estado de Moscú, Rusia.  Página web oficial
- Universidad de Odessa, Ucrania.
- Universidad de Trieste, Italia   Página web oficial
- Universidad de Dongguk, Corea del Sur   Página web oficial Archivado el 24 de agosto de 2020 en Wayback Machine.
- Universidad de Kanazawa, Japón   Página web oficial
- Universidad Vanderbilt  Página web oficial
- Washington University, San Luis, Misuri, USA  Página web oficial
- Universidad Estatal de Arizona, Tempe, Arizona